# الاقتصاد الحسابي القائم على الوكيل
الاقتصاد الحسابي القائم على الوكيل (ACE) هو مجال الاقتصاد الحسابي الذي يدرس العمليات الاقتصادية، بما في ذلك الاقتصادات الكلية، كأنظمة ديناميكية من الوكلاء المتفاعلين. وبالتالي فهو يقع في إطار النظم التكيفية المعقدة. وفي النماذج المبنية على الوكيل المقابلة، فإن الوكلاء هم "كائنات حسابية صُممت للتفاعل وفقًا لقواعد" عبر المكان والزمان، وليسوا أشخاصًا حقيقيين. وتُصاغ قواعد نمذجة السلوك والتفاعلات الاجتماعية بناءً على الحوافز والمعلومات. يمكن أن تكون هذه القواعد أيضًا نتيجة للتحسين، الذي تم تحقيقه من خلال استخدام أساليب الذكاء الاصطناعي مثل التعلم الآلي وتقنيات التعلم المعزز.
يتم استبدال الافتراض النظري لتحسين الرياضيات من قبل الوكلاء في حالة التوازن بفرضية أقل تقييدًا للوكلاء ذات العقلانية المحدودة الذين يتكيفون مع قوى السوق. تطبق نماذج الاقتصاد الحسابي القائم على الوكيل طرقًا عددية للتحليل على محاكاة الكمبيوتر للمشاكل الديناميكية المعقدة التي قد لا تجد الأساليب التقليدية الأكثر تقليدية، مثل صياغة النظرية، استخدامًا جاهزًا لها. بدءًا من الشروط الأولية المحددة من المُنمذج، يتطور الاقتصاد الحسابي بمرور الوقت حيث يتفاعل مكوناته من الوكلاء مع بعضها البعض بشكل متكرر، بما في ذلك التعلم من التفاعلات. وفي هذه النواحي تم وصف الاقتصاد الحسابي القائم على الوكيل بأنه نهج طبق ثقافة أسفل إلى أعلى لدراسة النظم الاقتصادية.
يتمتع الاقتصاد الحسابي القائم على الوكيل بتشابه مع نظرية الألعاب ويشترك معها كطريقة قائمة على الوكلاء لنمذجة التفاعلات الاجتماعية. لكن الممارسين لاحظوا أيضًا الاختلافات عن الطرق القياسية، على سبيل المثال في الأحداث التي يتم نمذجتها في الاقتصاد الحسابي القائم على الوكيل والتي يتم دفعها فقط من خلال الشروط الأولية، سواء كان التوازن موجودًا أو قابلة للمعالجة حسابيًا، وفي تسهيل النمذجة لاستقلال الوكلاء والتعلم.
استفادت هذه الطريقة من التحسينات المستمرة في تقنيات النمذجة في علوم الكمبيوتر وزيادة قدرات الكمبيوتر. الهدف العلمي النهائي للطريقة هو "اختبار النتائج النظرية مقابل البيانات الواقعية بطرق تسمح بتراكم النظريات المدعومة تجريبياً بمرور الوقت، مع بناء عمل كل باحث بشكل مناسب على العمل الذي سبقه." 
طُبق هذا الموضوع على مجالات البحث مثل تسعير الأصول،  وأنظمة الطاقة،  المنافسة والتعاون،  تكاليف المعاملات،  هيكل السوق والتنظيم الصناعي والديناميكية،  واقتصاد الرعاية الاجتماعية،  وتصميم الآليات،  واقتصاد المعلومات،  واقتصاد الكليات،  والاقتصاد الماركسي.

## نظرة عامة
يمكن أن تُمثِل "الوكلاء" في نماذج "الاقتصاد الحسابي القائم على الوكيل" الأفراد، أو المجموعات الاجتماعية (مثل الشركات)، أو الكائنات البيولوجية (مثل زراعة المحاصيل)، أو الأنظمة الفيزيائية (مثل أنظمة النقل). يوفر نموذج "الاقتصاد الحسابي القائم على الوكيل" التكوين الأولي لنظام اقتصادي حاسوبي يتألف من عدة وكلاء متفاعلين. ثم يتخذ النموذج خطوة إلى الوراء لمراقبة تطور النظام بمرور الوقت دون تدخل إضافي. وتكون أحداث النظام مدفوعة بتفاعلات الوكلاء دون فرض خارجي لشروط التوازن. تتضمن القضايا الشائعة في الاقتصاد التجريبي بشكل عام،  وتطوير إطار عمل مشترك للتحقق التجريبي،  وحل المسائل المفتوحة في النمذجة القائمة على الوكلاء. ساهم الباحثون في معهد سانتا في تطوير الاقتصاد الحسابي القائم على الوكيل.

## مثال: التمويل
أحد المجالات التي تم تطبيق منهجية "الاقتصاد الحسابي القائم على الوكيل" فيها بشكل متكرر هو تسعير الأصول. قام دبليو بريان آرثر، وإريك باوم، وويليام بروك، وكارز هومز، وبليك ليبارون، من بين آخرين، بتطوير نماذج حاسوبية يختار فيها العديد من الوكلاء من مجموعة من استراتيجيات التنبؤ المحتملة من أجل التنبؤ بأسعار الأسهم، مما يؤثر على طلباتهم للأصول وبالتالي يؤثر على أسعار الأسهم. تفترض هذه النماذج أن الوكلاء أكثر ميلاً لاختيار استراتيجيات التنبؤ التي كانت ناجحة مؤخرًا.
يعتمد نجاح أي إستراتيجية على الظروف السوقية وعلى مجموعة الاستراتيجيات المستخدمة، وغالبًا ما تجد هذه النماذج بشكل متكرر أن هناك احتمال حدوث طفرات كبيرة في أسعار الأصول وانخفاضها عندما يتحول الوكلاء بين استراتيجيات التنبؤ.
وفي الآونة الأخيرة استخدم بروك وهومز وواجينر (2009) نموذجًا من هذا النوع ؤبأن إدخال أدوات تحوط جديدة قد يزعزع استقرار السوق،  واقترحت بعض الأوراق البحثية أن الاقتصاد الحسابي القائم على الوكيل قد تكون منهجية مفيدة لفهم الأزمة المالية لعام 2008.